# Panicarola
Panicarola è una frazione del comune di Castiglione del Lago (PG).
Il paese si trova sulla pianura a sud di Castiglione (da cui dista circa 10 km), a breve distanza dalla riva del lago Trasimeno e ad un'altezza di 269 m s.l.m.; secondo i dati Istat del 2001, è popolato da 760 abitanti (1086 al 2006, secondo il sito ufficiale del comune). La pianura è chiusa ad est da colline ricoperte da antichi boschi e brughiere planiziali .
Altre località coperte dal territorio della frazione sono Badiali e Carraia (273 m, 163 abitanti).

## Storia
Vi sono tracce di presenza umana a partire dall'Età del Ferro, con una necropoli protovillanoviana in località Carraia.
Durante l'epoca romana, vennero costruiti il ponte sul canale artificiale dell'Anguillara (raccoglie anche le acque dei torrenti Tresa, Rio Maggiore, Moiano e Maranzano), emissario del lago, e la Torre del Pantano, una torre di avvistamento poi nominata ed indicata in tutte le mappe geografiche storiche delle epoche successive.
Al 1313 risalgono i primi documenti che certificano la presenza di case e luoghi di culto cristiani, in quello che viene comunemente definito come "Chiugi Perugino"; in particolare, la chiesa parrocchiale dovrebbe essere sorta sul luogo occupato da un sacello pagano.

## Economia e manifestazioni
La fertilità del terreno e la sua vicinanza alle acque lacustri hanno permesso lo sviluppo di un'importante economia agricola; a partire dal 2000 si è comunque reso necessario il ripensamento delle colture praticate, in quanto il costante ed imponente consumo d'acqua per usi irrigui avrebbe comportato seri problemi al livello della acque del lago.
Anche la pesca, attuata da una cooperativa di pescatori, va annoverata tra le attività locali.
Questa ed altre attività, di tipo industriale, hanno anche strategicamente beneficiato del fatto che Panicarola si trovi lungo la strada che conduce da Castiglione a Perugia (da cui dista circa 33 km).
Da ricordare la presenza di un artigianato dedito al restauro ed alla produzione di mobilia lignea in stile antico.
Data la vicinanza del lago, turismo ed agriturismo rappresentano una voce importante dell'economia locale.
Alla fine di settembre vi si svolge la Festa della Madonna del Busso. 

## Monumenti e luoghi d'interesse

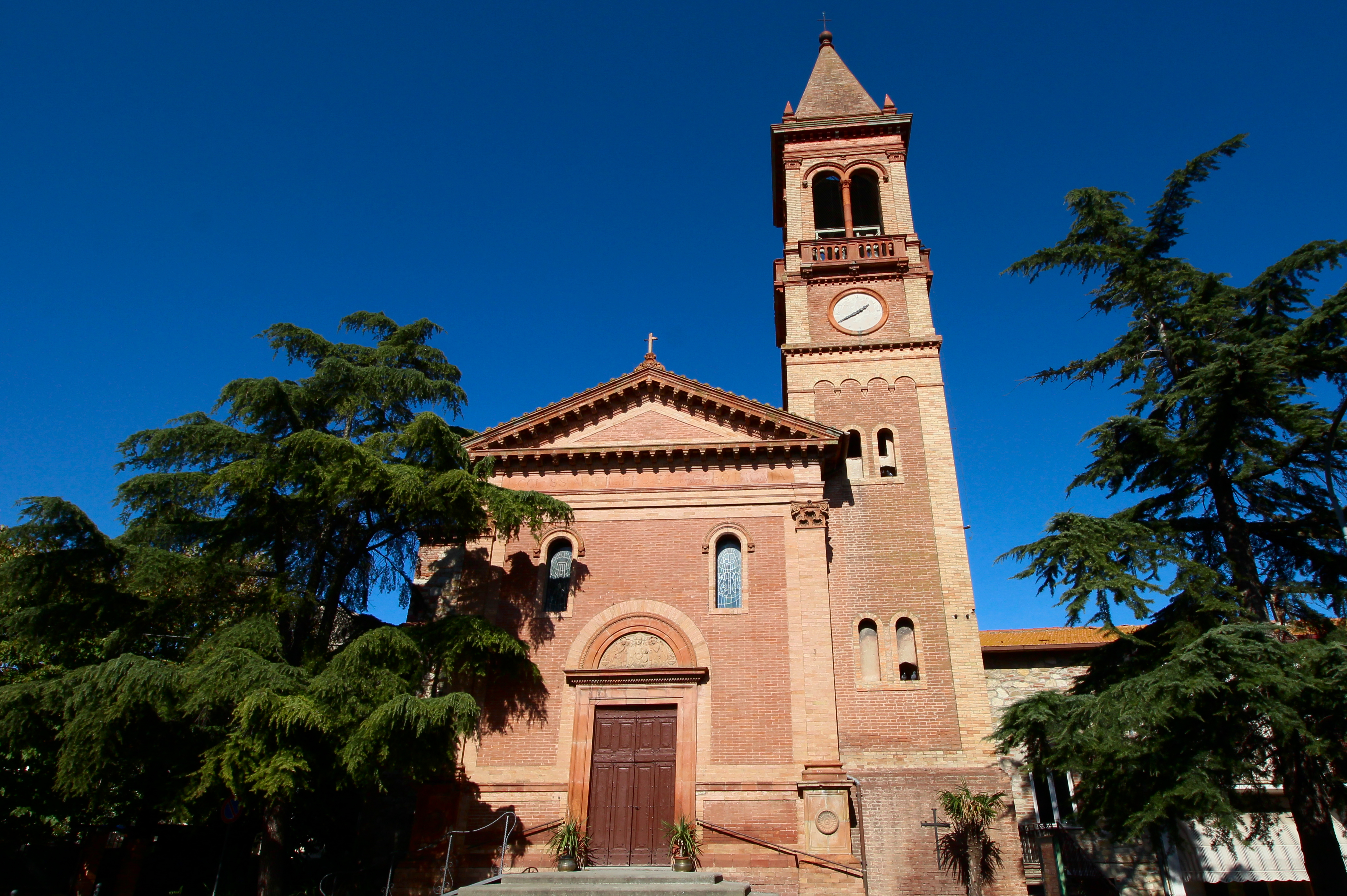
La chiesa dei Santi Filippo e Giacomo

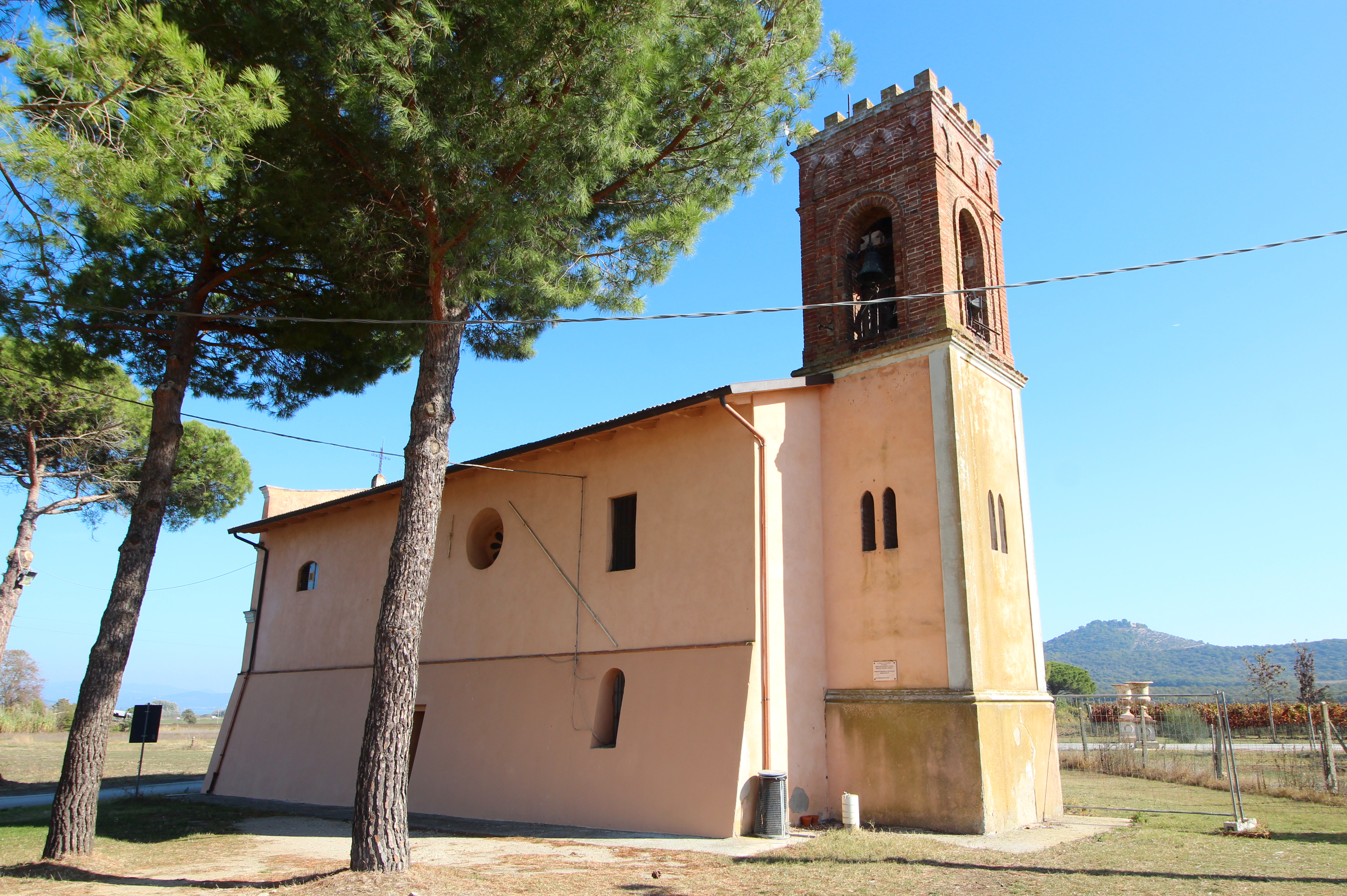
Il santuario della Madonna del Busso

- Santuario della Madonna della Carraia
- Santuario della Madonna del Busso (1913), in località Lo Scopetino. Possiede una torre campanaria quadrata e l'interno ha un'unica navata;[6]
- Torre del Pantano;